# 22. avgust
22. avgust je 234. dan leta (235. v prestopnih letih) v gregorijanskem koledarju. Ostaja še 131 dni.

## Dogodki
- 1567 – Fernando Álvarez de Toledo postane vojni namestnik v Holandiji, kar tam sproži osvobodilno gibanje
- 1642 – v Angliji se prične državljanska vojna med pristaši kralja in parlamenta
- 1717 – avstrijska vojska pod vodstvom Evgena Savojskega zasede Beograd
- 1859 – Franc Jožef odstavi notranjega ministra Alexandra Bacha
- 1864 – v Ženevi 16 držav podpiše konvencijo o zaščiti ranjencev na bojiščih
- 1910:
  - Japonska si priključi Korejo
  - Franc Jožef ne potrdi šeste izvolitve Ivana Hribarja za ljubljanskega župana
- 1920 – v Salzburgu prvič priredijo salzburški festival
- 1941 – prične se obleganje Leningrada
- 1942 – Brazilija napove vojno Tretjemu rajhu
- 1944 – zavezniki osvobodijo Firence

## Rojstva
- 1485 – Beatus Rhenanus - Beatus Bild, nemški humanist, verski reformator, pisatelj († 1547)
- 1647 – Denis Papin, francoski fizik († 1712)
- 1834 – Samuel Pierpont Langley, ameriški astronom, fizik, izumitelj, letalski inženir († 1906)
- 1846 ali 1847 - Amalie Alver - Amalie Skram Skram, norveška pisateljica († 1905)
- 1854 – Milan Obrenović, srbski kralj († 1901)
- 1860 – Paul Gottlieb Nipkow, nemški inženir († 1940)
- 1862 – Claude Achille Debussy, francoski skladatelj († 1918)
- 1873 – Aleksander Aleksandrovič Bogdanov, beloruski revolucionar, filozof in partijski ekonomist († 1928) (po julijanskem koledarju 10. avgust)
- 1874 – Max Scheler, nemški filozof († 1928)
- 1889 – Theophilus Shickel Painter, ameriški zoolog, citolog († 1969)
- 1893 – Dorothy Parker (rojena Rothschild), ameriška pisateljica, pesnica († 1967)
- 1902 – Leni Riefenstahl, nemška filmska režiserka († 2003)
- 1904 – Deng Šjaoping, kitajski politik († 1997)
- 1917 – John Lee Hooker, ameriški pevec bluesa, kitarist († 2001)
- 1965 – Igor Jurič, slovenski novinar
- 1978 – Aleš Maver, slovenski politični analitik, publicist, prevajalec in profesor
- 1995 – Dua Lipa, britansko-albanska pevka

## Smrti
- 1155 – cesar Konoe, 76. japonski cesar (* 1139)
- 1241 – papež Gregor IX. (* 1145)
- 1280 – papež Nikolaj III. (* 1225)
- 1285 – Filip Benizi, redovnik, ustanovitelj reda servitov (* 1233)
- 1304 – Ivan II., grof Holandije, Zeelandije, Hainauta (* 1247)
- 1338 – Vilijem II., atenski vojvoda (* 1312)
- 1350 – Filip VI., francoski kralj (* 1293)
- 1358 – Izabela Francoska, angleška kraljica, regentinja, vojskovodja (* 1295)
- 1584 – Jan Kochanowski, poljski humanist, pesnik (* 1530)
- 1599 – Luca Marenzio, italijanski skladatelj (* 1553)
- 1806 – Jean-Honoré Fragonard, francoski slikar (* 1732)
- 1828 – Franz Joseph Gall, nemški anatom, fiziolog (* 1758)
- 1890 – Vasile Alecsandri, romunski pesnik, dramatik (* 1821)
- 1891 – Jan Nepomuk Neruda, češki pisatelj, pesnik (* 1834)
- 1920 – Anders Zorn, švedski slikar, jedkar (* 1860)
- 1942 – Mihail Mihajlovič Fokin, ruski baletnik, koreograf (* 1880)
- 1967 – Gregory Goodwin Pincus, ameriški endokrinolog (* 1903)
- 1976 –
  - Fran Roš, slovenski pisatelj (* 1898)
  - Juscelino Kubitschek de Oliveira, brazilski predsednik (* 1902)
- 1978 – Jomo Kenyatta, kenijski državnik (* 1892)
- 1990 – Boris Ščerbina, sovjetski politik (* 1919)
- 2021 – Janez Hvale, slovenski glasbenik, skladatelj in besedilopisec (* 1951)